# Sydney Faculty of Arts
Sydney Faculty of Arts – wydział Uniwersytetu w Sydney. Organizacyjnie podzielony jest na cztery szkoły (School of Letters, Art, and Media; School of Languages and Cultures; School of Philosophy and Historical Inquiry; School of Social and Political Sciences) i 40 wydziałów.